# براندنبورگ ۶۰۶۸
سیارک ۶۰۶۸ (به انگلیسی: 6068 Brandenburg، نامگذاری:1990TJ2) شش هزار و شصت و هشتمین سیارک کشف شده‌است که در ۱۰ اکتبر ۱۹۹۰ کشف شد.
قدر مطلق سیارک برابر ۱۲٫۵۰ است.